# Aleh Poetsila
Aleh Poetsila (voorheen bekend als Oleg Poutilo, Wit-Russisch: Алег Пуціла, Russisch: Олег Путило) (Minsk, 23 mei 1974) is een voormalige Wit-Russische voetballer die als aanvaller speelde. 
Poetsila kwam van 1992 tot 1995 uit voor Dynamo Minsk. Hierna kon hij, samen met twee andere Wit-Russische spelers, stage lopen bij de Nijmeegse amateurvereniging Quick. Hier mocht hij blijven en al snel tekende hij bij stadgenoot N.E.C.. Daar zou hij tussen 1995 en september 1998 in totaal 59 wedstrijden spelen waarin hij 14 keer scoorde. Hij vertrok naar het Belgische FC Kapellen (1998/99). Hierna speelde hij in Duitsland achtereenvolgens voor Fortuna Düsseldorf (1999/01), VfL Osnabrück (2001/03), 1. FC Kleve (2003/05) en SV Siegfried Materborn (2005/06). Bij deze laatste twee clubs speelt hij reeds op lager amateurniveau vlak bij de grens bij Nijmegen. Vanaf 2006 komt hij uit voor zondaghoofdklasser De Treffers uit Groesbeek.
In 2011 beëindigde hij zijn spelersloopbaan na zeven gespeelde wedstrijden in de Zondag Topklasse in het seizoen 2010/11. Aansluitend werd hij trainer van het eerste zaterdagteam van De Treffers. In het seizoen 2016/2017 is Poetsila gestart als hoofdtrainer van 5e klasser UHC uit Hernen/Bergharen. In 2019 werd hij trainer van DVE-Trajanus.
Poetsila heeft zijn oorspronkelijke Wit-Russische naam, Aleh Poetsila, weer officieel aangenomen. Deze naam werd in de tijd van de Sovjet-Unie verbasterd tot het Russische Oleg Poetilo, de gebruikte spelling van zijn achternaam Poutilo is afkomstig van de Franse transliteratie van de 'у' (ou), in het Nederlands wordt de 'у' een 'oe' en in het Engels en Duits 'u'.

## Erelijst
- Wit-Russisch Kampioen: 1993, 1994, 1995
- Beker van Wit-Rusland: 1994, 1995
- Kampioen Eerste Divisie (Wit-Rusland): 1992 (Dynamo‑2 Minsk)
- Finalist KNVB Beker: 1994
- Promotie naar de 2.Bundesliga: 2000
- Zondag Hoofdklasse C: 2010.
- Promotie naar de Topklasse: 2010